# Kościół Mikaela Agricoli
Kościół Mikaela Agricoli (fiń. Mikael Agricolan kirkko, szw. Mikael Agricola kyrka) to kościół położony w helsińskiej dzielnicy Punavuori (szw. Rödbergen) przy ulicy Tehtaankatu 23 (szw. Fabriksgatan 23). Zaprojektowany przez Larsa Soncka, zbudowany w latach 1933–1935. Pod wezwaniem Mikaela Agricoli, jednego z czołowych działaczy reformacyjnych w Szwecji (której częścią była wówczas Finlandia). Ma najwyższą wieżę kościelną w Finlandii.

## Historia i architektura
W 1928 roku podjęto decyzję o wybudowaniu kościoła Michaela Agricoli w miejscu, gdzie bierze swój początek ulica Albertsgatan. W roku 1930 rozpisano pierwszy konkurs architektoniczny na budowę kościoła. Powstała w wyniku konkursu dyskusja nt. planowanego położenia i kształtu architektonicznego świątyni doprowadziła do rozpisania kolejnego konkursu w roku następnym. Konkurs ten wygrał fiński architekt Lars Sonck. Biorąc pod uwagę pejzaż miejski przeniesiono lokalizację dalej w kierunku wschodnim. W roku 1933 ruszyły prace budowlane. Równocześnie budowano dom parafialny i salę gimnastyczną. Wszystkie obiekty ukończono w roku 1935. Dekoracje kościoła wykonał architekt Arvo Muromaa. Fasada kościoła została zbudowana z ciemnoczerwonej cegły. Wznosząca się na wysokość 96,70 m wieża (103 m.np.m) jest najwyższą wieżą kościelną w Finlandii. Wieża jest zwieńczona ruchomą, 30-metrowej długości stalową iglicą, która może być wciągana do środka przy pomocy wielokrążków. Tak postąpiono podczas bombardowań w czasie drugiej wojny światowej.
Kościół Mikaela Agricoli jest użytkowany przez członków Kościoła Anglii (Church of England) w Helsinkach.